# لینهه‌راپتور
لینهه‌راپتور (نام علمی: Linheraptor) نام یک سرده از تیره دونده‌خزندگان است.